# Lautém (tỉnh)
Lautém (tiếng Tetum: Lautein) là một Tỉnh của Đông Timor, nằm trên cực đông của đảo Timor. Quận có dân số là 57.453 (điều tra 2004) và diện tích 1.702 km². Thủ phủ là Lospalos, cách thủ đô Dili 248 km về phía đông. Các xã thuộc quận là Iliomar, Lautém, Lospalos, Luro, và Tutuala.
Về phía tây, quận có ranh giới với Baucau và Viqueque. Phía bắc là biển Banda, và phía nam là biển Timor. Điểm cực đông của đảo Timor, Kap Cutcha thuộc xã Tutuala, và đảo nhỏ Jaco.
Ngoài hai ngôn ngữ chính thức là tiếng Bồ Đào Nha và Tetum, quận có khoảng 30.000 người nói tiếng Papua Fataluku, chủ yếu ở phái đông của quận, nhiều người trong họ không sử dụng ngôn ngữ thứ hai.
|  |  |